# Церковь Казанской иконы Божией Матери (Зеленогорск)
Це́рковь Каза́нской ико́ны Бо́жией Ма́тери — православный храм в Зеленогорске, памятник архитектуры федерального значения.
Относится к Санкт-Петербургской епархии Русской православной церкви. Входит в состав Курортного благочиния. Настоятель — архимандрит Викентий (Кузьмин).

## История

### Первые церкви в Териоках
В 1880 году почётный житель Петербурга, купец Андрей Иванович Дурдин построил на своём земельном участке первую летнюю церковь. Небольшой шатровый деревянный храм в северном стиле, изящно украшенный резьбой, был возведён по проекту архитектора Фёдора Семёновича Харламова на Куоккальской дороге. Сегодня это угол Приморского шоссе и улицы Связи.
Высота здания составляла около 20 метров, а площадь — чуть более 60 м². 

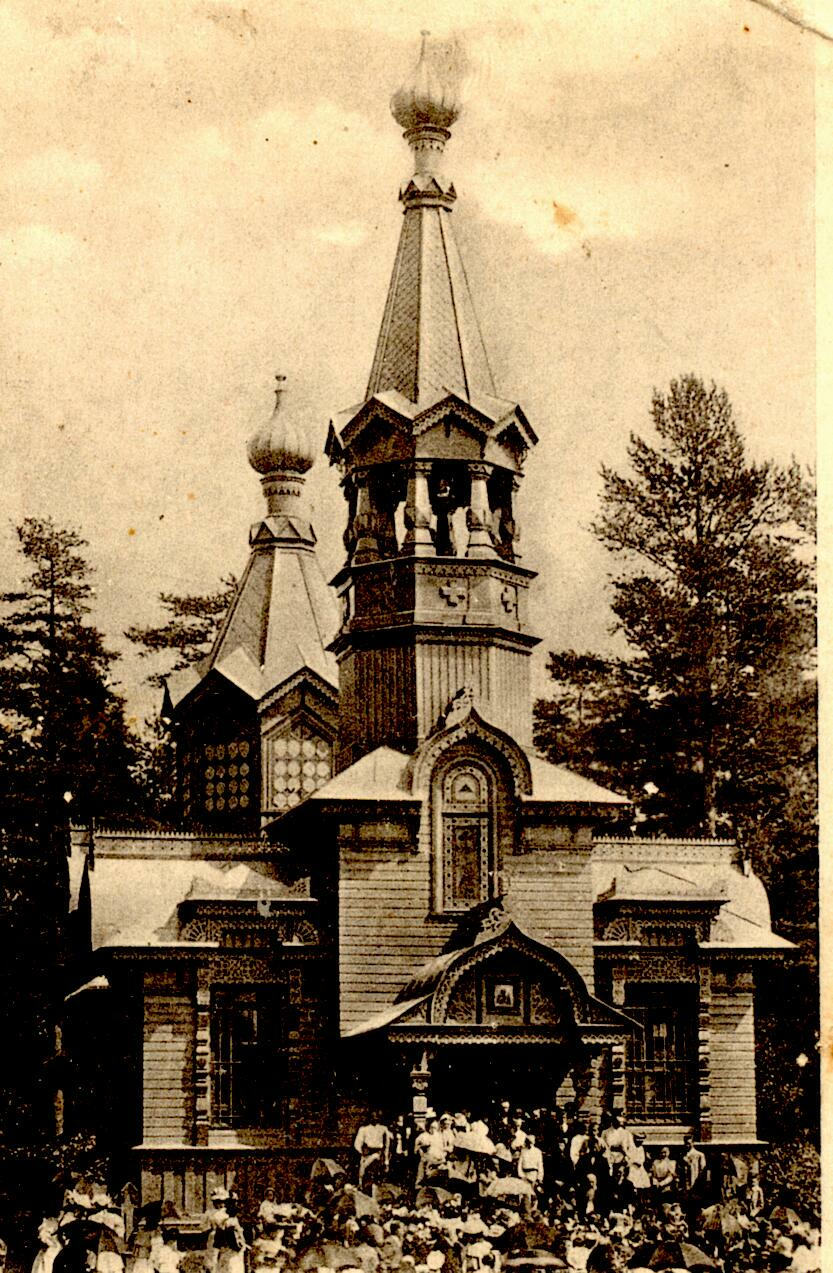
«Дурдинская» церковь. 1900-е

По благословению митрополита Санкт-Петербургского, Новгородского и Финляндского Исидора (Никольского) церковь освятили 6 августа 1880 года в честь Казанской иконы Божией Матери. Службы в ней проводились только в летние месяцы. Формально териокская церковь была приписана к Никольской церкви в Райволе (Рощино), но содержался храм на средства прихожан и церковного старосты А. И. Дурдина.
Духовное попечение о православных жителях совершал постоянно проживавший летом в Териоках протоиерей Константин Иоаннович Ветвеницкий.
В январе 1889 года скончался Андрей Иванович Дурдин, и заботы о Казанской церкви приняли на себя вдова покойного храмоздателя Мария Исидоровна и старший сын Иван Андреевич. Небольшой по размеру храм поначалу удовлетворял духовные потребности немногочисленного населения, но по мере увеличения прихожан появилась потребность в его расширении. В 1894 году Иван Андреевич увеличил площадь храма более чем вдвое. Церковь перестраивалась под руководством архитектора Юлия Фёдоровича Бруни, который украсил её великолепной колокольней в старомосковском стиле. К 1898 году Иван Андреевич вновь подверг храм капитальной перестройке, сделав из летней дачной церкви вполне тёплый зимний храм, вмещавший более тысячи молящихся. До этого службы на Рождество Христово и Пасху совершались в Русской школе, открытой в 1889 году благодаря усердиям отца Константина.
Так как в Териоках к этому времени появилось значительное оседлое русское население, остававшееся и на зиму, Казанская церковь получила статус самостоятельного прихода с постоянным причтом.
Настоятелем церкви был назначен протоиерей Петр Поташёв. Перестроенный храм был освящён 17 мая 1898 года архиепископом Финляндским и Выборгским Антонием (Вадковским). Богослужение было совершено владыкой Антонием соборно с сонмом петербургского и местного духовенства — протоиереев К. И. Ветвеницкого, Г. И. Розанова (благочинного Райвольского округа), А. В. Рождественского и священников А. Ф. Федотова и Л. А. Лесницкого. Ещё большую торжественность этому богослужению придавали придворный протодиакон Громов с диаконами Голубевым и Журавлевым. Вместо причастного стиха протоиерей Константин Ветвеницкий, семнадцать лет служивший при этой церкви, произнёс слово, как всегда исполненное глубокой сердечности и назидательности. По окончании богослужения от лица прихожан С. Н. Захаровым были прочитаны благодарственные адреса с преподнесением икон высокопреосвященному Антонию и благоукрасителям — Марии Исидоровне и Ивану Андреевичу Дурдиным.
25 апреля 1901 года скончалась Мария Исидоровна Дурдина, и в начале XX века старостой церкви стал младший сын Николай Андреевич.
5 декабря 1907 года деревянная церковь сгорела. Под храм была переоборудована находившаяся напротив летняя дача Дурдиных. Временную церковь освятили 21 февраля 1908 года.

### Строительство каменного храма
При обсуждении вопроса о постройке нового каменного храма возник спор о месте строительства.
Мнения разделились. Одни прихожане во главе с церковным старостой Николаем Андреевичем Дурдиным настаивали на прежнем участке, на котором была построена сгоревшая церковь. Другие же, на стороне которых был и настоятель храма протоиерей Петр Поташёв, — за участок Василия Семеновича Колодяжного, что был в 500 метрах западнее.
Епархиальное начальство постановило строить храм на новом участке, так как он был просторнее, площадью 4300 квадратных сажень, располагался на возвышенности и был ближе к центру Териок, чем меньший по площади (267 квадратных саженей) участок Дурдиных.
Недовольные этим решением Епархиального начальства, Николай Дурдин и его сторонники подали жалобу Святейшему Синоду. Рассмотрев жалобу, Святейший Синод оставил её без удовлетворения, однако поручил Епархиальному начальству устроить в молитвенную память о созидателях первого храма в Териоках небольшую деревянную церковь на старом месте, где почти тридцать лет стоял прежний храм. Новый храм должны были посвятить в честь святых, имена которых носили первые храмоздатели Андрей Иванович и Мария Исидоровна Дурдины, но из-за лихолетья начала XX века осуществить это не удалось.
Новый участок стоимостью 18 000 рублей приобрели на пожертвованные для этой цели деньги; причём 15 500 рублей из этой суммы внёс петербургский купец 2-й гильдии Даниил Тимофеевич Игумнов.
Закладка нового каменного храма в честь Казанской иконы Божией Матери была совершена в 1910 году, в память 200-летия завоевания города Выборга императором Петром I.
В 1912 году старостой церкви стал Владимир Тимофеевич Марков, потомственный почётный гражданин, коммерсант, занимавшийся, в частности, и строительством.

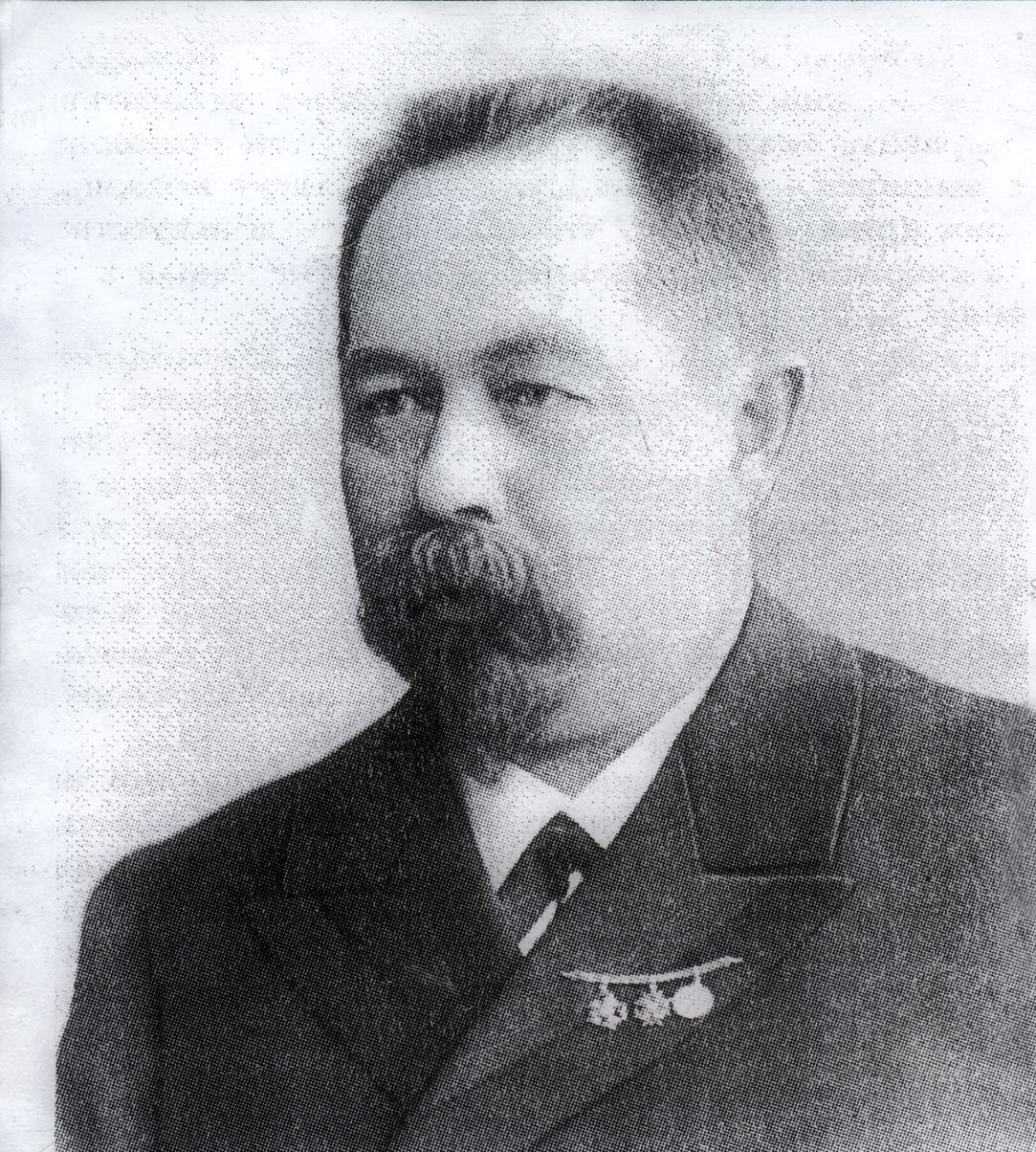
Николай Никитич Никонов

 Церковь строилась по проекту епархиального архитектора Николая Никитича Никонова.
Целым рядом церковных торжеств сопровождались отдельные этапы возведения церкви. 8 июля 1913 года в присутствии Высокопреосвященного Сергия, архиепископа Финляндского был поднят главный крест на средний купол храма. 14 сентября были подняты другие девять крестов, что совпало с празднеством 1600-летия издания миланского эдикта императора Константина Великого и праздником Воздвижения Честного Креста Господня.
Все кресты на главах были обиты красной медью, а по меди позолочены червонным золотом. Кресты — дар С. И. Пугачева, А. И. Резановой, А. И. Шалимова, И. Г. Дрябина и А. В. Бочкова. Главы были покрыты алюминиевым порошком, от чего имели серебристый цвет. Работу по окраске глав и куполов выполнил бесплатно (в дар) М. М. Никитин.
Высота колокольни с крестом — до 23 сажень (49 метров). От креста колокольни, по её корпусу, был устроен громоотвод (средствами А. М. Александрова), выполненный известной фирмой Сан-Галли.
27 октября 1913 года состоялось поднятие колоколов, общий вес которых составлял 561 пуд (более 9 тонн), вес же главного колокола — 305 пудов (5 тонн). Это событие вызвало общую радость всех местных жителей, не только русских, но и финнов: «У нас теперь звон, — говорили они, — как в городе». Колокола — дар А. М. Александрова, Н. А. Шитова и А. И. Резановой.
Иконостасы всех трёх алтарей устроены по проекту гражданского инженера В. Ф. Иванова, иконы в иконостасе были выполнены художником Павлом Розановым, братом известного философа. Иконостасы и иконы — дар А. М. Александрова. Главное паникадило в византийском стиле было изготовлено в Петербурге фирмой Морозова и, судя по расходам, являлось единственным такого рода в церквях Финляндской епархии (дар А. И. Иванова). Главный мраморный престол и жертвенник — дар А. А. Любищева.
Стоимость всей постройки — 150 000 рублей и оборудования — 30 000 рублей, долгов за церковью по постройке оставалось около 10 000 рублей. Храм был оснащён роскошной церковной утварью, церковными книгами, а для церковного хора была создана богатая нотная библиотека.
19 октября 1914 года был освящён малый придел в честь преподобного Сергия Радонежского. 9 августа 1915 года был освящён малый придел в честь Святителя Николая Чудотворца.
5 (18) июля 1915 года архиепископ Финляндский Сергий (будущий Патриарх Московский и всея Руси) в сослужении многочисленного духовенства совершил освящение главного престола в честь Казанской иконы Божией Матери.

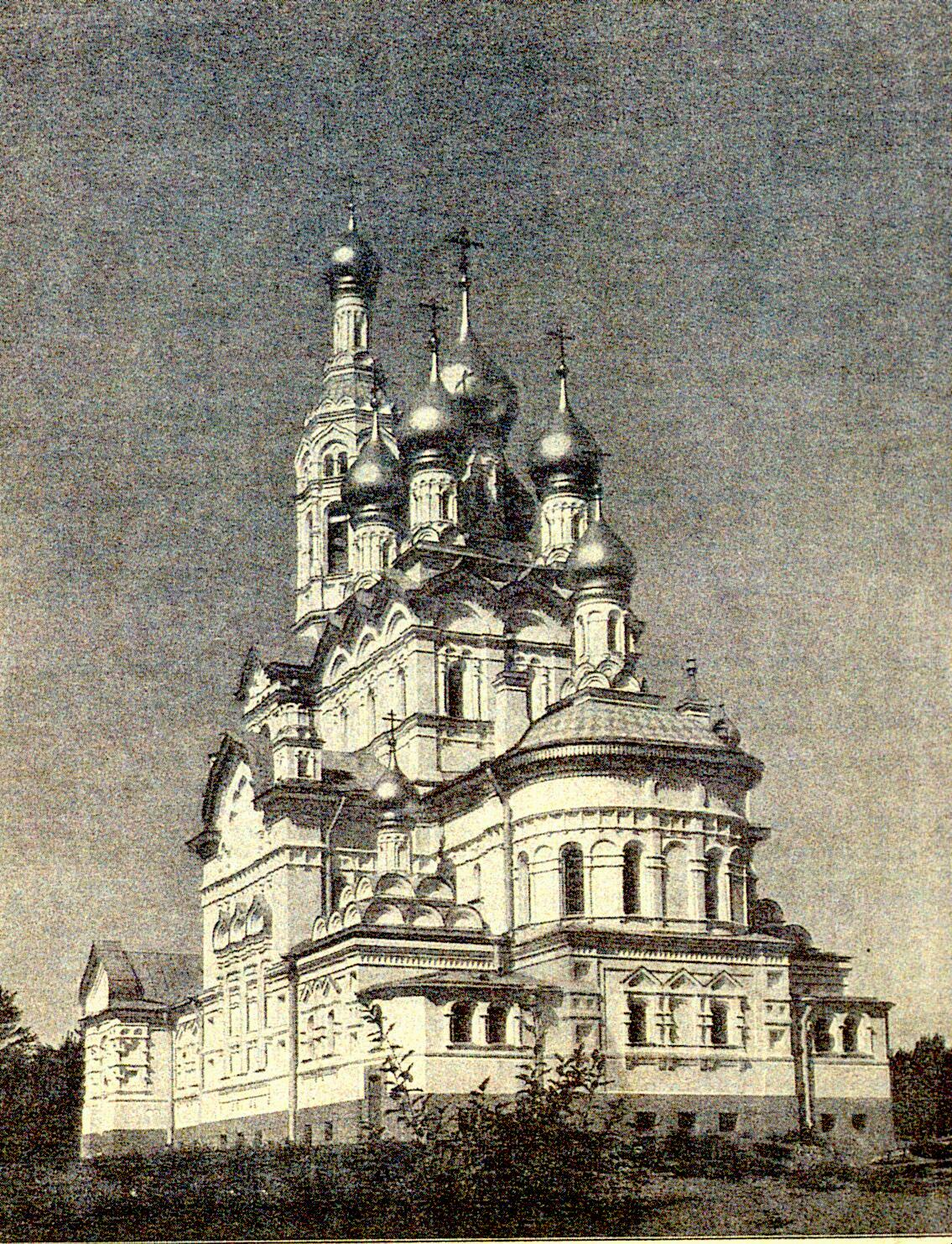
Казанская церковь в Териоках

При встрече владыки Сергия отец Петр Поташёв произнёс речь о значении этого радостного события, а Константин Степанович Богданов от имени всех прихожан поднёс владыке на молитвенную память и в благодарность за понесённые им труды и заботы панагию с Казанской иконою Божией Матери.
Торжество освящения посетили финляндский генерал-губернатор Ф. А. Зейн и многочисленные гости из Выборга и Петрограда. В конце литургии владыка Сергий в своём слове приветствовал прихожан храма с настоящим торжеством и указал на высокую задачу каждого христианина устроить самого себя в живую церковь Божию, полную света и любви. По окончании литургии от лица всех прихожан была выражена глубокая благодарность главному жертвователю А. М. Александрову с поднесением адреса и иконы. К этому же дню присоединено по желанию некоторых из прихожан и другое домашнее торжество и поднесена икона и адрес церковному старосте В. Т. Маркову по случаю служения им в этой должности более трёх лет.
28 сентября 1911 года, во время строительства храма скончался териокский благотворитель Даниил Игумнов, завещавший православному приходу и Русской школе большой капитал и несколько земельных участков с дачами для устройства в них технических классов — столярных, слесарных, переплётных, швейных и прочих. Он был похоронен под спудом церкви с северной стороны, а в середине 80-х годов прах Даниила Тимофеевича был перенесён из разрушившегося от времени склепа и перезахоронен на Зеленогорском кладбище.
Настоятель Петр Поташёв скончался 1 (14) октября 1917 года и был похоронен под спудом церкви с южной стороны. Заменил его прибывший из Савонлинны священник Григорий Светловский.

### 1918—1988 годы
После провозглашения независимости Финляндии в 1917 году Финляндская автономная церковь первое время относилась к Русской православной церкви Московского патриархата, но с 1923 года перешла под омофор патриарха Константинопольского и приняла григорианский календарь (новый стиль). Одним из тех, кто не согласился служить по новому стилю, был настоятель Казанской церкви, протоиерей Григорий Светловский.
В 1924 году храм пережил ураган и наводнение, нанёсшие большой урон.
В 1925 году в отремонтированной незадолго до этого церкви вспыхнул пожар (загорелись дрова), который продолжался с 3 часов дня до 6 часов утра. Своды храма выдержали огонь, но была повреждена покраска, сгорела половина алтаря. Отец Григорий Светловский руководил ремонтом храма до и после пожара.
По распоряжению выборгского губернатора 7 декабря 1925 года протоиерей Григорий Светловский был выселен из Териок в Выборг за пасхальное богослужение 1925 года по старому стилю, как «монархист» и «вдохновитель демонстративного соблюдения старого стиля». Проводы его были трогательны. Отец Григорий, прощаясь с прихожанами, говорил про корабль, который не смогли повести по правильному пути, и теперь он попал в «бурю».
После отъезда отца Григория должность настоятеля занял священник Михаил Орфинский, уроженец Петрозаводска, герой Первой мировой войны, награждённый за храбрость золотым наперсным крестом на георгиевской ленте.
В 1939 году после начала Советско-финской войны храм был закрыт. Прихожане Казанской церкви на руках перенесли самые ценные святыни вглубь Финляндии, в Ярвенпяа. Красная Армия вошла в Териоки 1 декабря 1939 года.
В 1940 году, после установления Советской власти, была разрушена колокольня и в храме сделали склад. Колокола, вероятно, были переданы музею Петропавловской крепости. В тот же год была снесена церковь Спаса Нерукотворного Образа на териокском кладбище и разрушена колокольня лютеранской кирхи.
С 1960-х годов православные просили передать им храм, но получали отказ.
В 1970-е годы власти приняли решение о сносе православной церкви в Зеленогорске. Главным архитектором Ленинграда в то время был Геннадий Булдаков. При его непосредственном участии разрабатывались проекты детальной планировки Зеленогорска и всего Курортного района. Булдакову удалось отменить решение властей, мотивируя тем, что эта земля издревле была русской и сносить церковь, оставляя кирху, аполитично  .
До конца 1980-х годов здание использовалось как продовольственный склад.
К Олимпиаде 1980 года было решено произвести косметический ремонт здания, так как рядом проходила дорога из Финляндии в Ленинград. Реставрация, закончившаяся в 1990 году, проводилась под руководством архитектора К. А. Кочергина. Была восстановлена колокольня и побелён фасад. Склад был перенесён в другое место. Планировалось использовать здание для культурных целей, а именно создать в нём Музей истории Карельского перешейка.

### После 1988 года
30 августа 1988 года была официально зарегистрирована православная община Зеленогорска, которая ходатайствовала о передаче ей Казанской церкви. Власти не предоставляли помещение, предлагая строительство нового храма. Прошение о возвращении церкви поддержали кандидаты в народные депутаты СССР А. А. Собчак и С. М. Подобед.
5 июня 1989 года Исполком Ленсовета положительно решил вопрос о передаче общине храма и прилегающей территории.
10 октября 1989 года по благословению митрополита Ленинградского и Новгородского Алексия (будущего Патриарха Московский и всея Руси) настоятелем храма был назначен иеромонах Викентий (Кузьмин).
Первое богослужение по случаю Димитриевской родительской субботы было совершено 28 октября 1989 года на ступенях храма.
4 ноября 1989 года, в день Казанской иконы Божией Матери прихожане встретили храмовую Казанскую икону, доставленную из Александро-Невской лавры. Состоялось богослужение и крестный ход. Служба шла под открытым небом, отец Викентий обращался к собравшимся со ступеней храма.

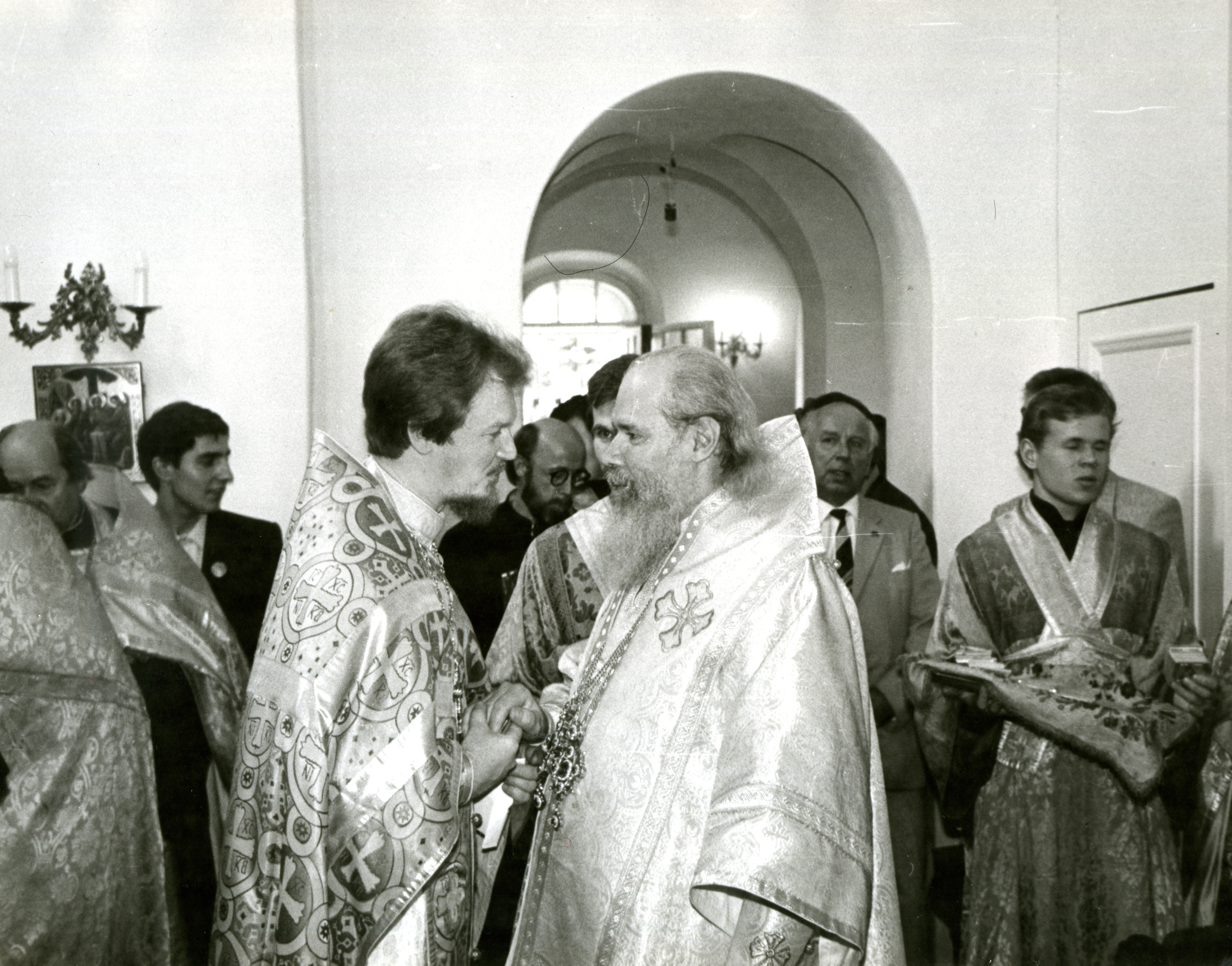
Патриарх Алексий ll и отец Викентий. 12 августа 1990

Первая литургия в восстанавливаемом храме прошла в праздник Архангела Михаила 21 ноября 1989 года в правом Сергиевском приделе храма. Основные отделочные работы внутри храма были завершены к 15 апреля 1990 года, и праздничная пасхальная литургия была совершена перед главным престолом.
12 августа 1990 года состоялось торжественное освящение церкви Патриархом Московским и всея Руси Алексием II. Левый (северный) придел в честь Святителя Николая Чудотворца освятил 15 мая 1994 года митрополит Санкт-Петербургский и Ладожский Иоанн (Снычев). Правый (южный) придел в честь преподобного Сергия Радонежского освятил 26 февраля 1995 года епископ Тихвинский Симон (Гетя).
Одна из главных святынь храма — Казанский образ Божией Матери. Икона попала в храм в 1991 году и нуждалась в большой реставрации. По благословению Святейшего Патриарха Московского и всея Руси Алексия II она была реставрирована в мастерских Святейшего реставратором Маргаритой Жарко.
К храму приписаны часовни; на кладбище Зеленогорска — в честь Рождества Христова, в поселке Репино на территории гостиничного комплекса «Cronwell Park Отель» (бывший санаторий Репино) — в честь святых целителей Косьмы и Дамиана Римских.
В санатории «Северная Ривьера» открыта молитвенная комната в честь святого целителя Пантелеимона.
Приход начал строительство храма в честь Преображения Господня в поселке Репино.

## Архитектура, убранство

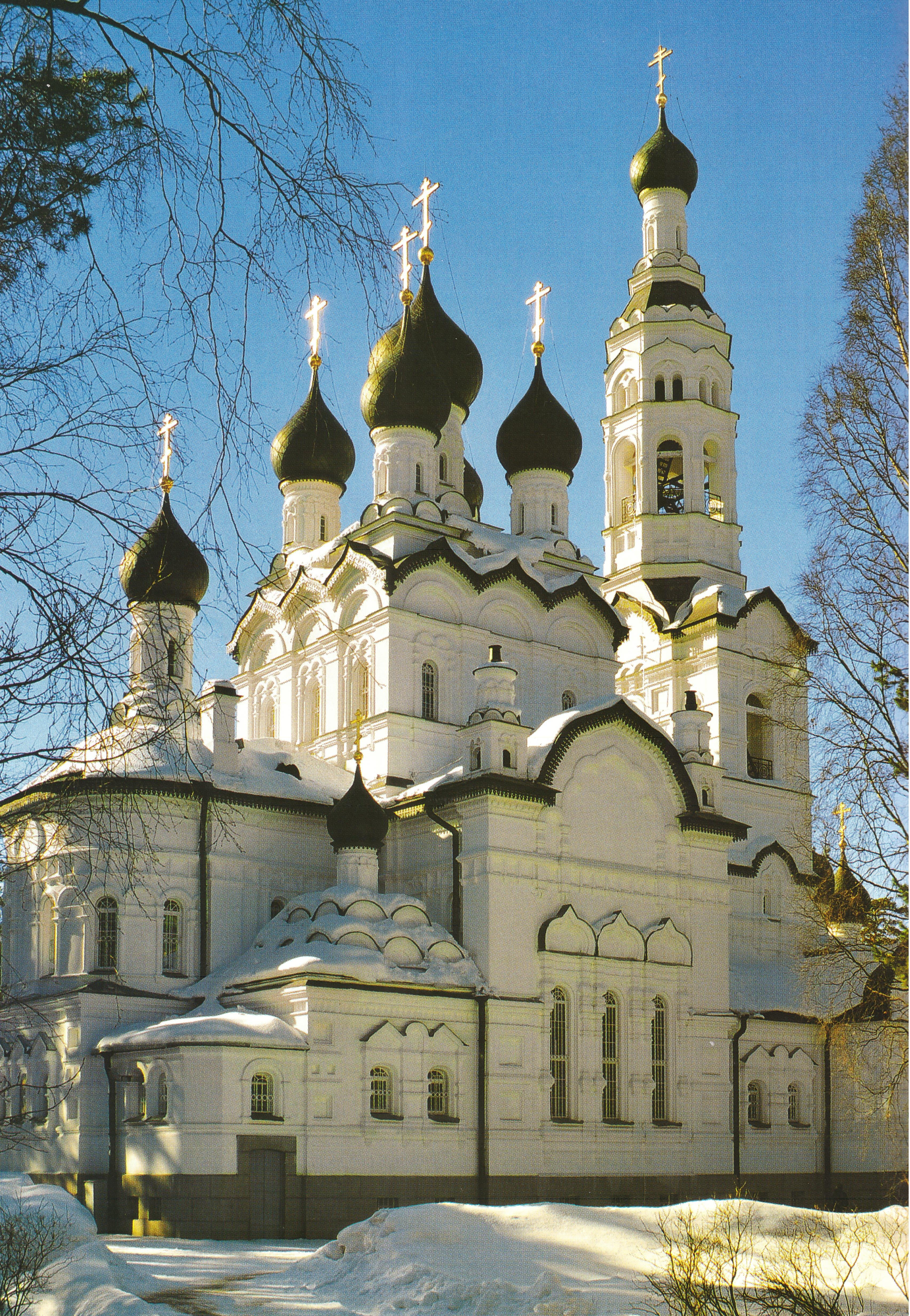

Многоглавая церковь с высокой колокольней (49 м вместе с крестом) в московско-ярославском стиле XVI века, с тем различием, что устранена пестрота окраски, и вся церковь снаружи оштукатурена и окрашена в один белый цвет. По проекту предполагалось расписать храм изнутри, но началась Первая мировая война, и эти планы не были осуществлены. Вместимость храма по расчёту архитектора — 800 человек, в действительности вмещает до 1500 человек.
Иконы в иконостасах написаны петербургским художником Виктором Бобровым.
К столетию храма по первоначальному проекту был восстановлен многоярусный иконостас из полированного белого мрамора. Ряды колонн, украшавшие иконостас, были выполнены из малахита, лазурита и родонита.
Храм является памятником архитектуры федерального уровня охраны на основании постановления Правительства РФ № 527 от 10.07.2001, указ Президента РФ № 176 от 20.02.1995, решения Исполкома Ленгорсовета № 963 от 05.12.1988.

## Настоятели церкви
| Настоятели прихода за всю историю | Настоятели прихода за всю историю             |
| Даты                              | Настоятель                                    |
| --------------------------------- | --------------------------------------------- |
| 1880—1898                         | протоиерей Константин Ветвеницкий (1845—1920) |
| 1898—1917                         | протоиерей Петр Поташев (1863—1917)           |
| 1917—1926                         | протоиерей Григорий Светловский (1872—1948)   |
| 1926—1939                         | протоиерей Михаил Орфинский (1873—1947)       |
| 1939—1989                         | период закрытия                               |
| 1989— настоящее время             | архимандрит Викентий (Кузьмин) (род. 1957)    |

## Духовенство
- Протоиерей Владислав Петров
- Иеромонах Амвросий
- Иерей Максим Бакулин
- Протодиакон Валерий Васильев[6]

## Галерея

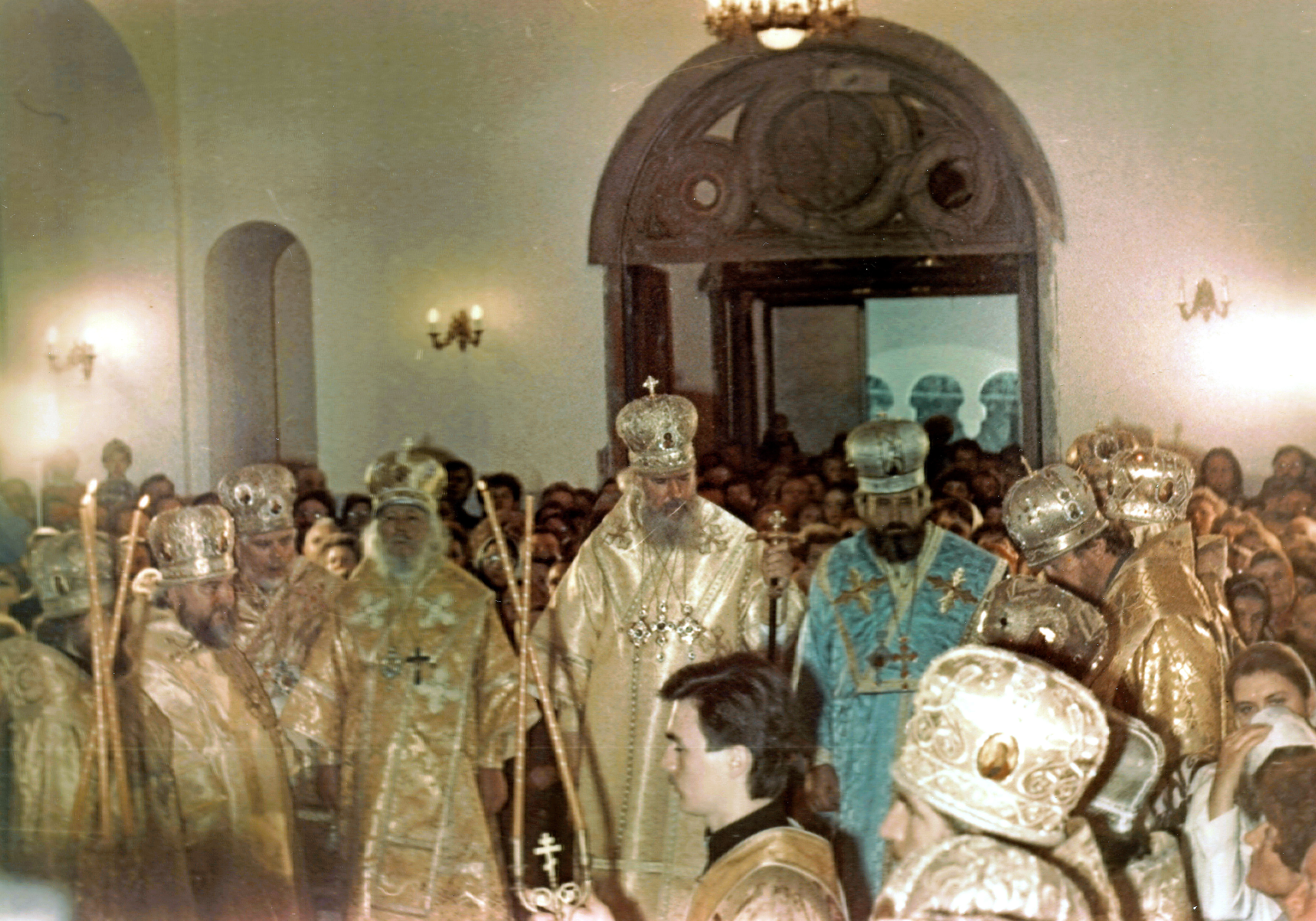
Освящение храма патриархом Алексиемll. 1990 год
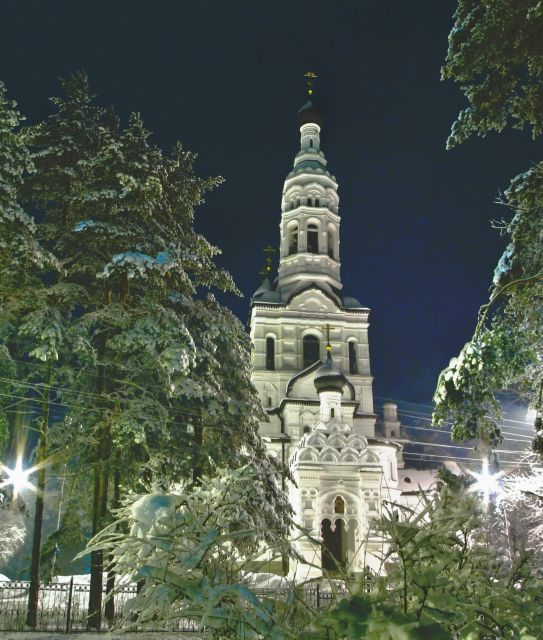
Фото 2010 года
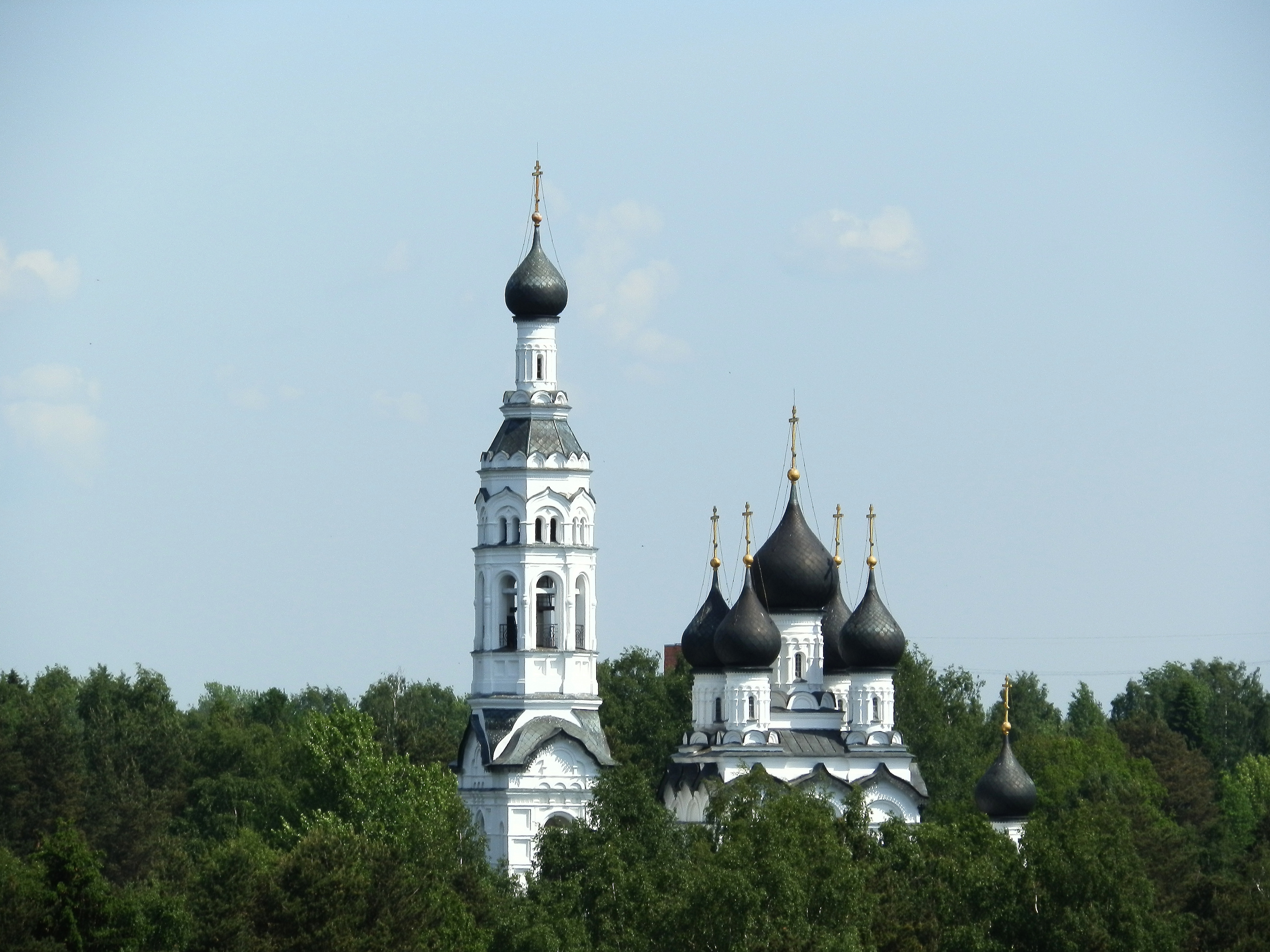
Фото 2014 года
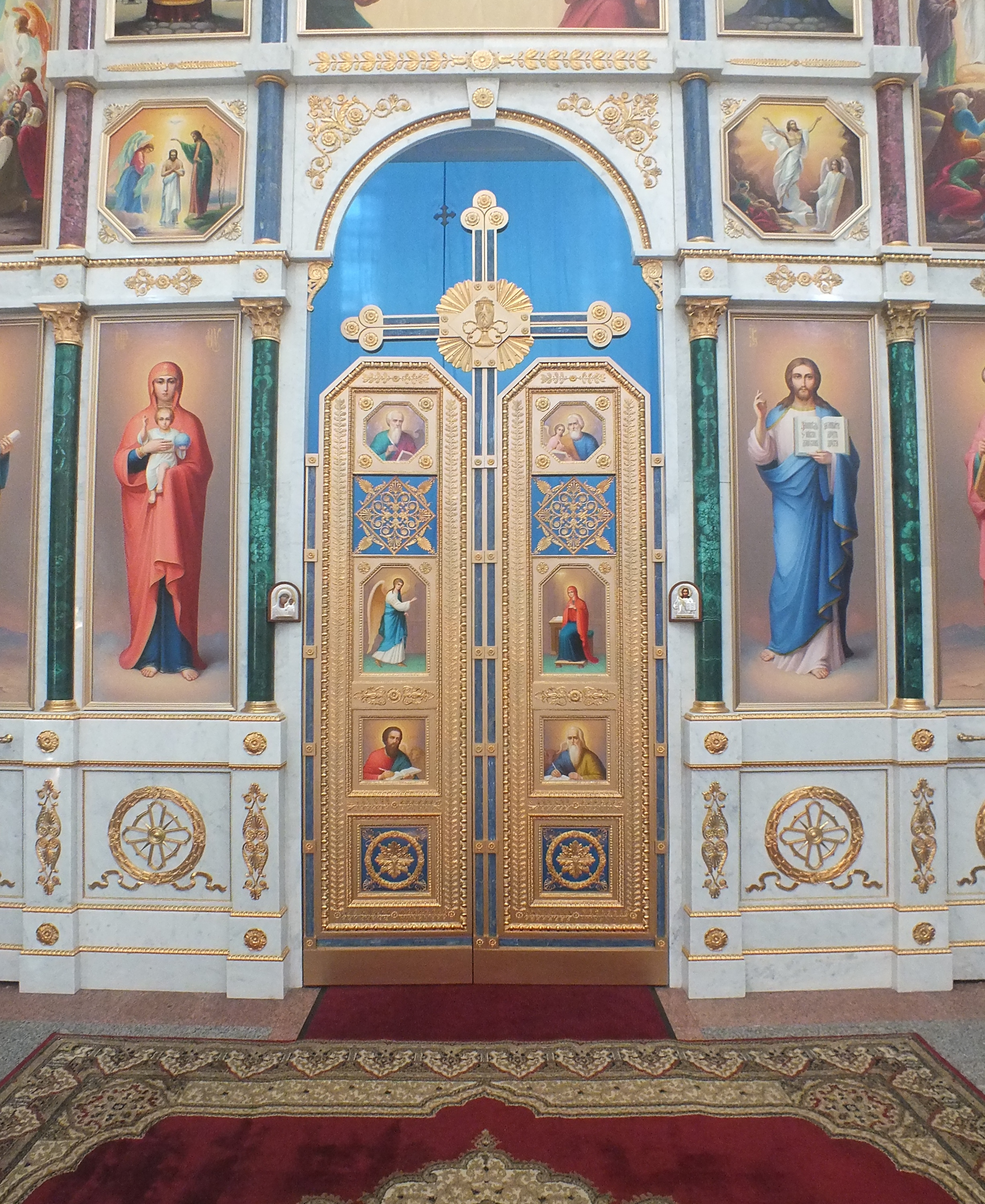
Иконостас. 2015 год

## Сквер при церкви
Возле церкви разбит сквер, представляющий произведение садово-паркового дизайна.

В сквере при церкви
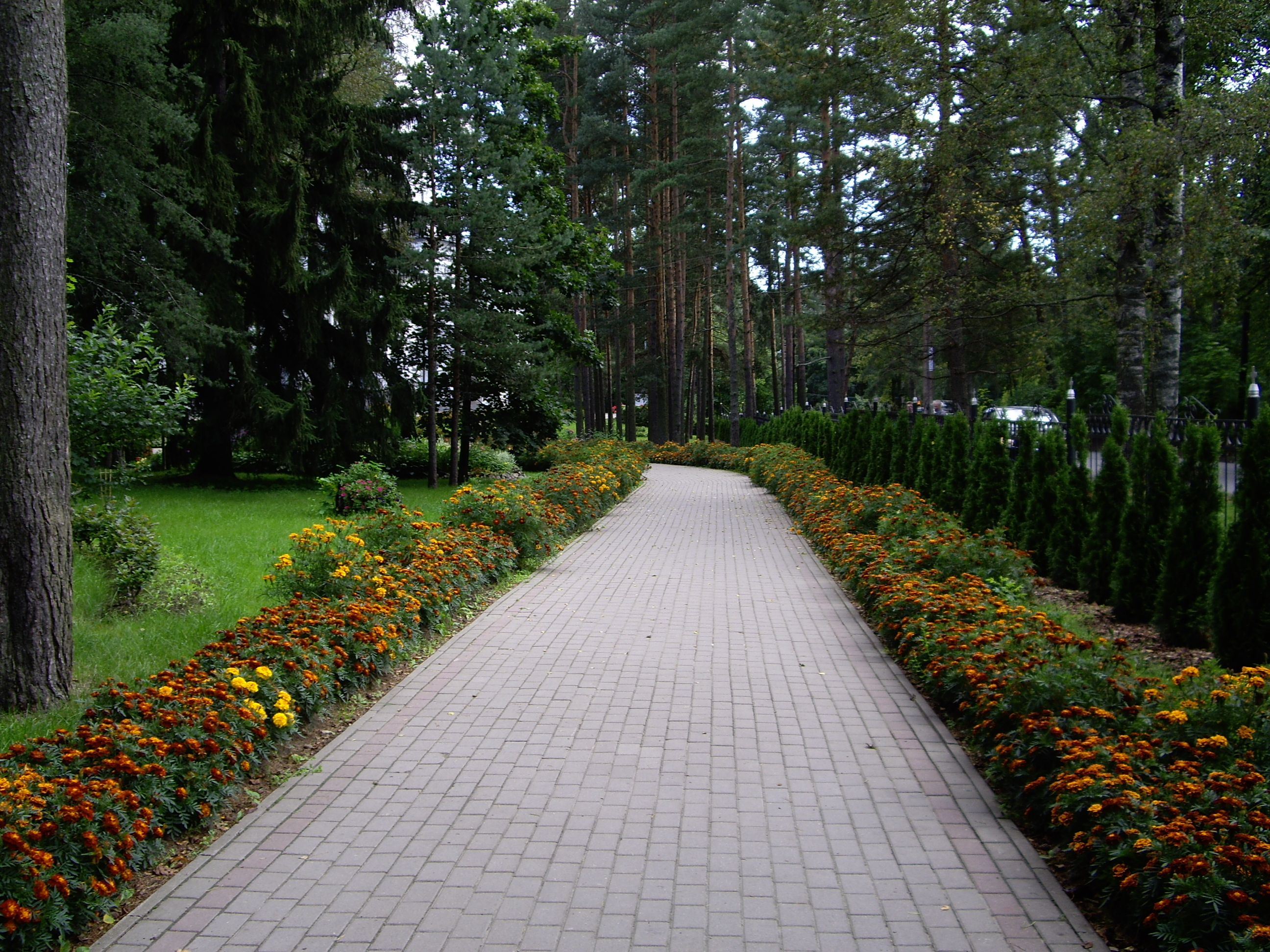
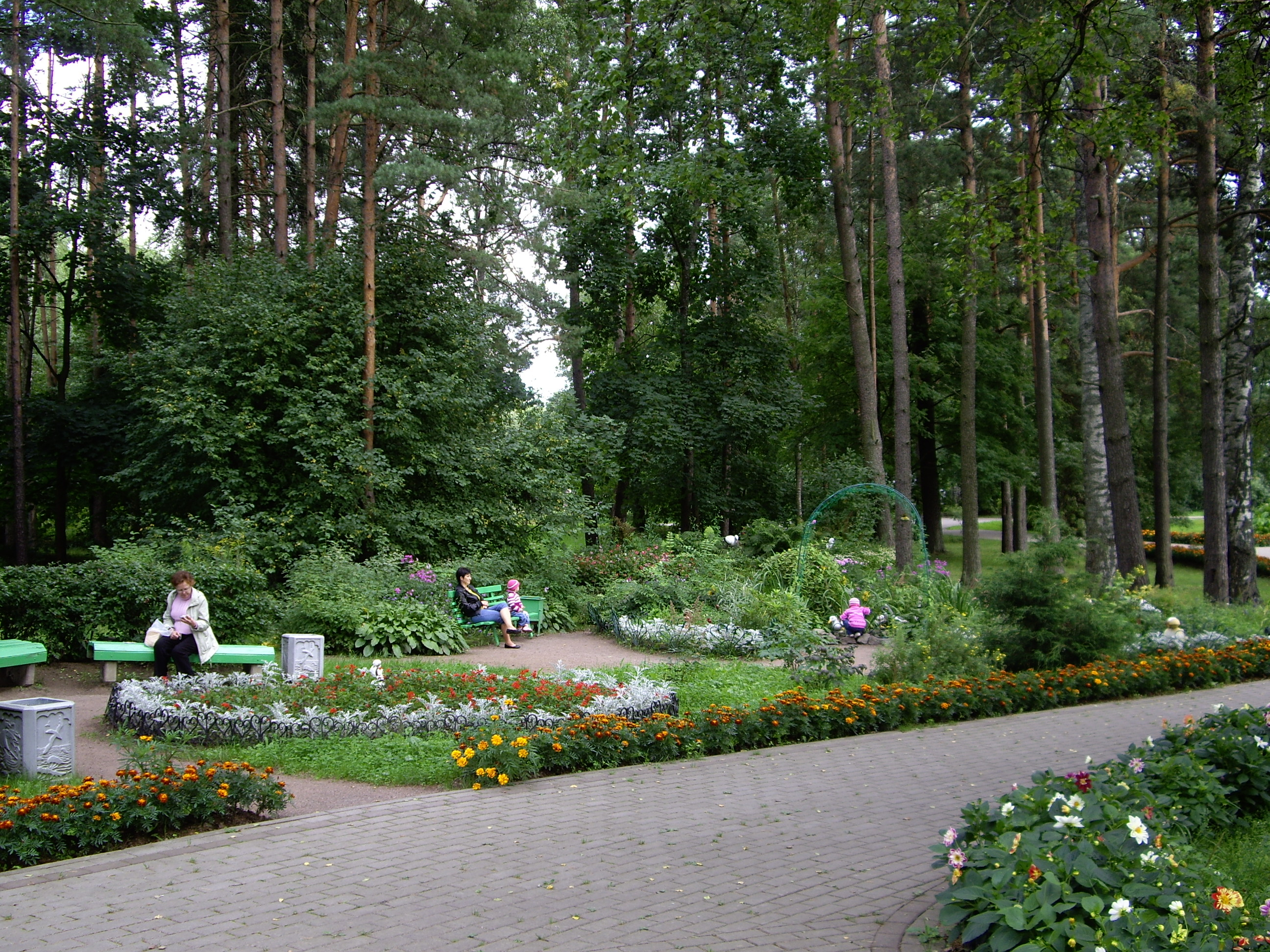
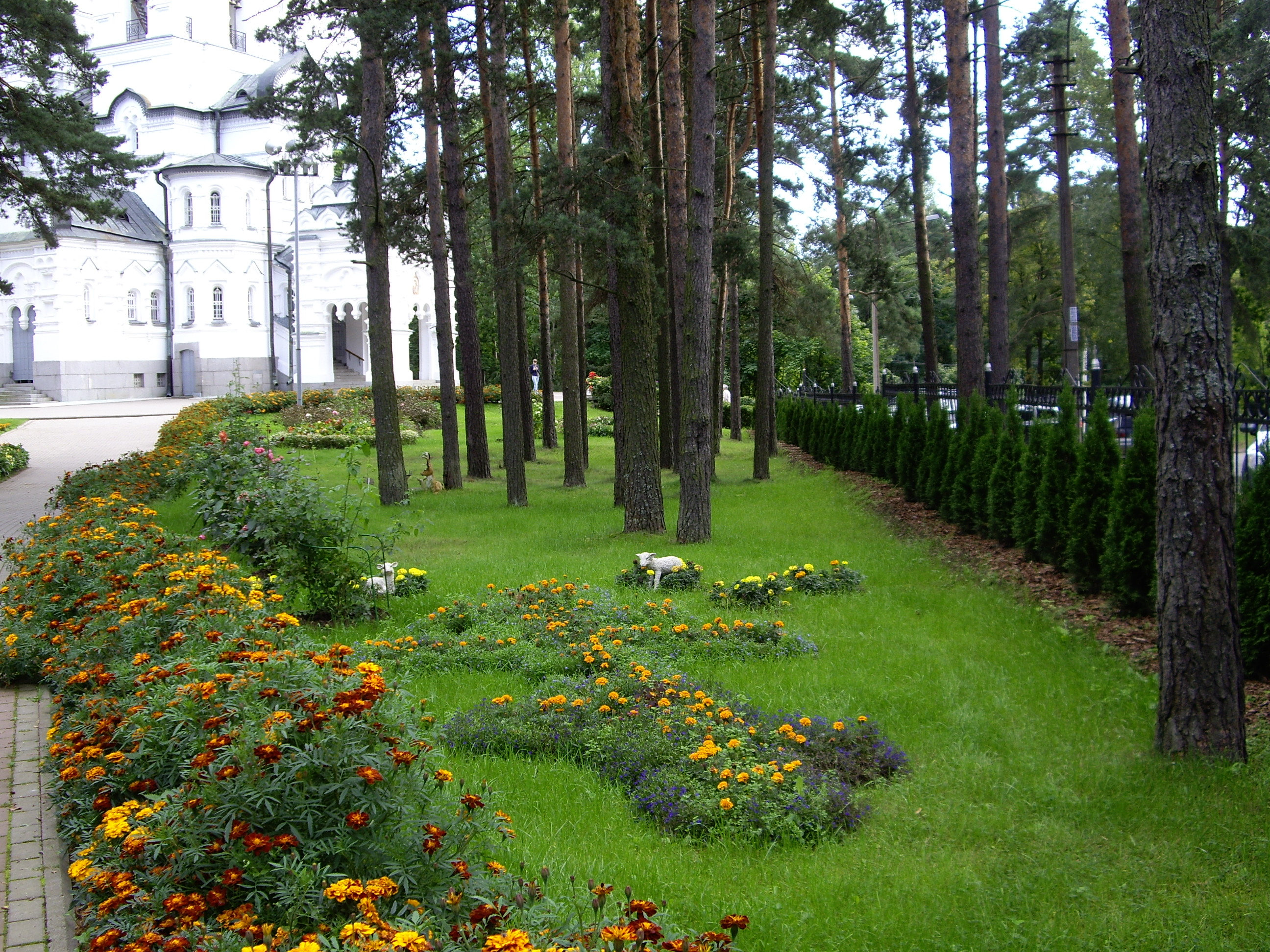
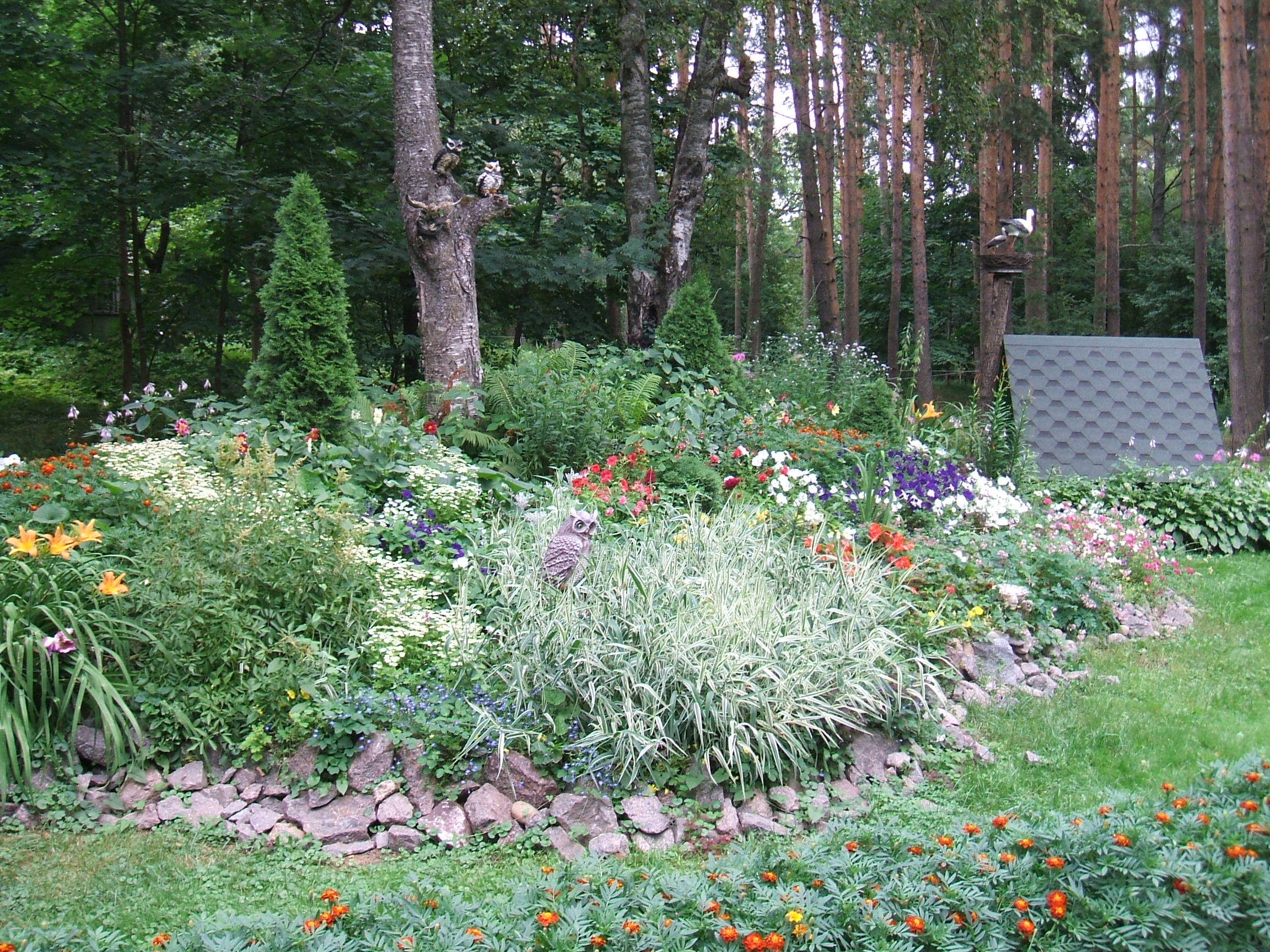
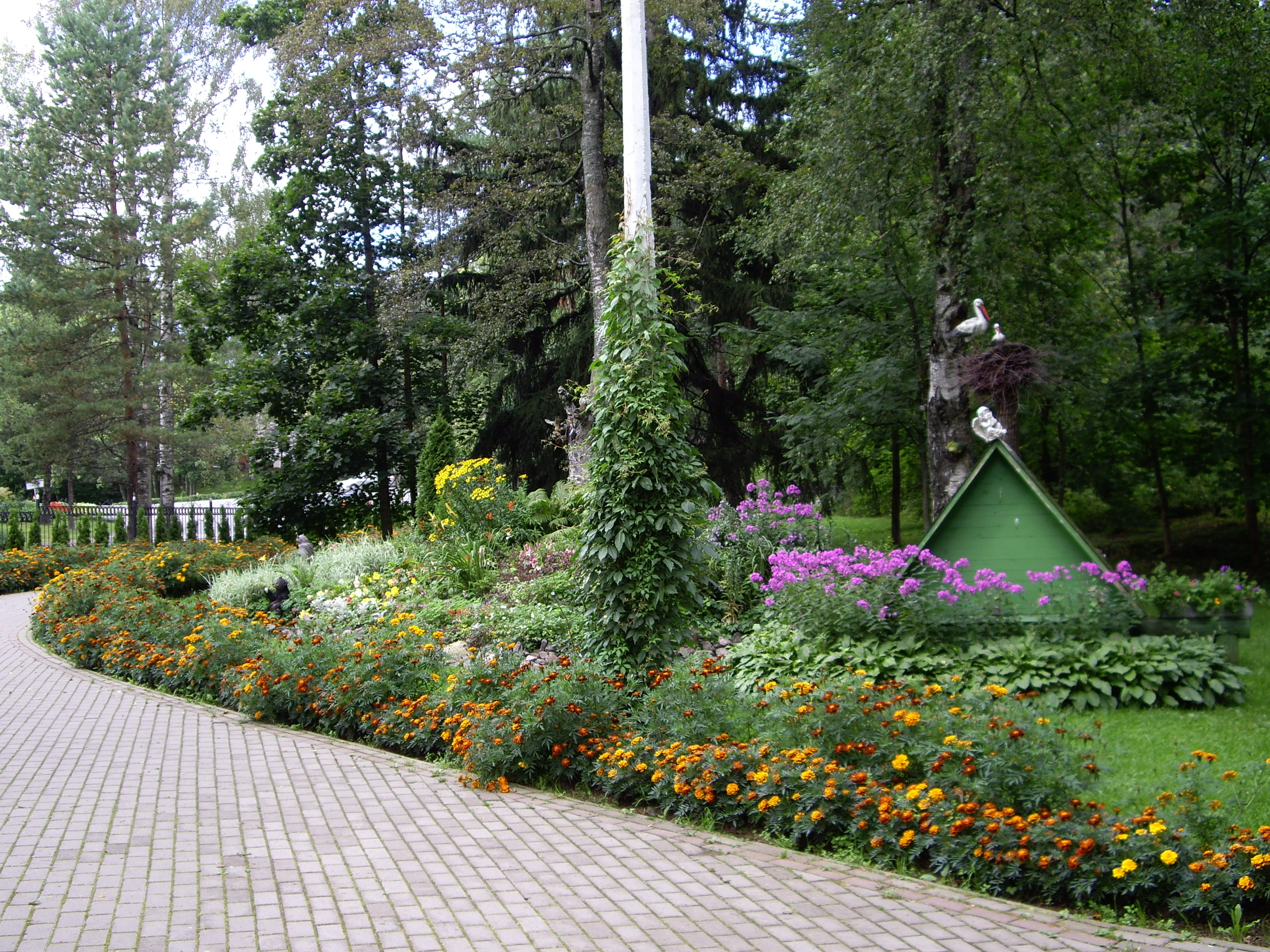